# سارا لي (عازفة قيثارة)
سارا لي (بالإنجليزية: Sara Lee)‏ هي عازفة قيثارة بريطانية وأمريكية، ولدت في 1955.

## وصلات خارجية
- سارا لي على موقع ميوزك برينز (الإنجليزية)
- سارا لي على موقع أول ميوزيك (الإنجليزية)
- سارا لي على موقع ديسكوغز (الإنجليزية)